# ويليام جي. هارتلي
ويليام جي. هارتلي (بالإنجليزية: William G. Hartley)‏ هو مؤرخ أمريكي، ولد في 1942، وتوفي في 10 أبريل 2018.